# Wolfgang Stefinger

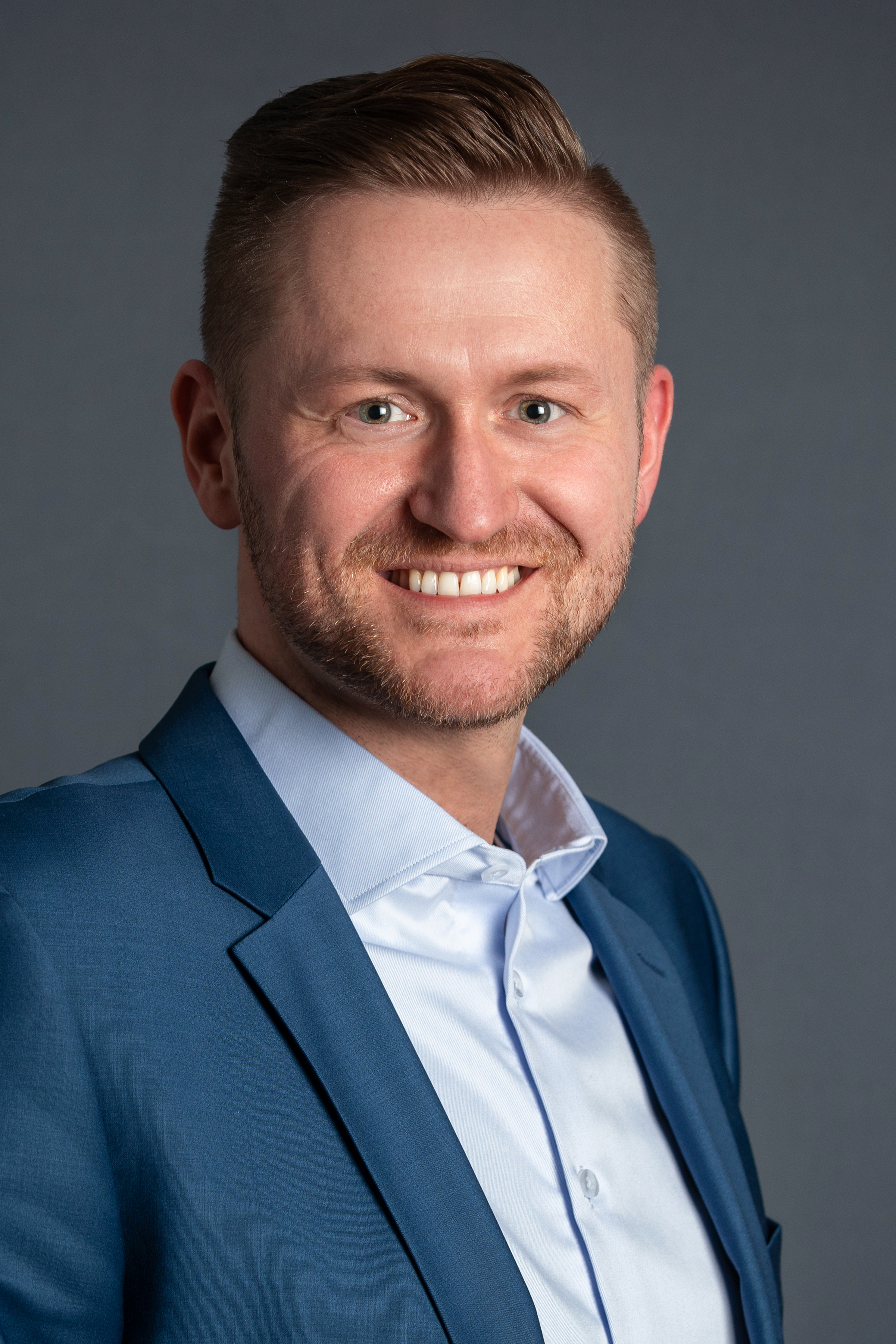
Wolfgang Stefinger (2020)

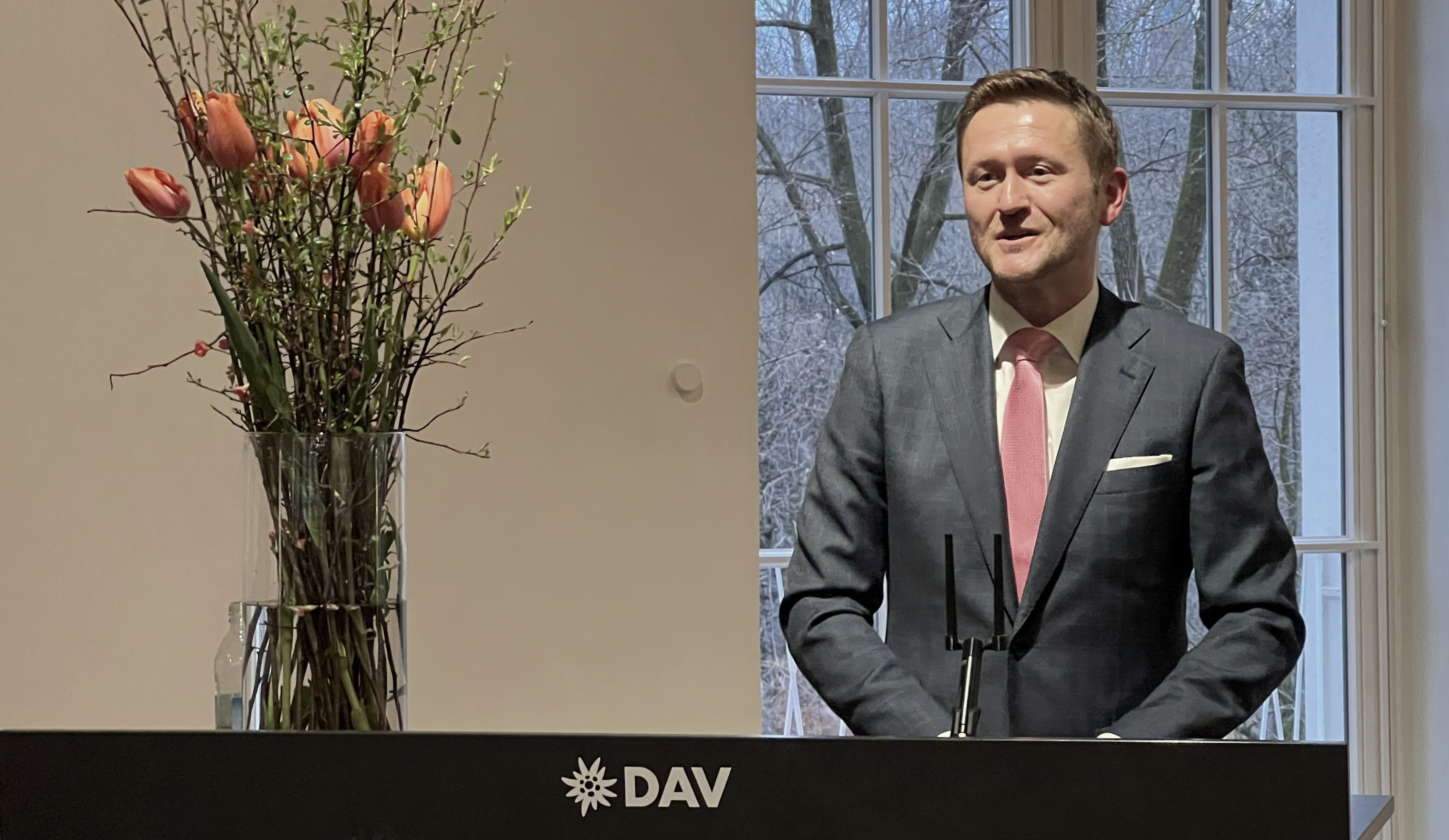
Stefinger bei der Neueröffnung des Alpinen Museums München

Wolfgang Dieter Stefinger (* 20. April 1985 in München) ist ein deutscher Politiker (CSU) und Betriebswirt. Seit 2013 ist er Mitglied des Deutschen Bundestages für den Wahlkreis München-Ost und seit Mai 2025 Vorsitzender des Ausschusses für wirtschaftliche Zusammenarbeit und Entwicklung.

## Leben und Beruf
Stefinger wuchs mit drei jüngeren Brüdern im Münchner Stadtbezirk Waldperlach auf. Nach seinem Realschulabschluss 2001 an der Wilhelm-Röntgen-Realschule in München erlangte er 2003 die Fachhochschulreife an der Städtischen Fachoberschule (FOS) für Wirtschaft, Verwaltung und Rechtspflege. Danach leistete er seinen zehnmonatigen Zivildienst in der Alten- und Krankenpflege. Von 2004 bis 2009 studierte er Betriebswirtschaftslehre an der Hochschule München und schloss als Diplom-Betriebswirt (FH) ab.
Im Anschluss absolvierte er von 2009 bis 2011 ein kooperatives Promotionsstudium an der Tiroler Privatuniversität UMIT in Zusammenarbeit mit der Hochschule München, an der er zugleich als wissenschaftlicher Mitarbeiter tätig war. Im Jahr 2011 wurde er mit einer kumulativen Dissertation zum Thema Werte und Ethik in Krankenhäusern – Auswirkungen auf die Mitarbeiter zum Dr. phil. promoviert. Danach arbeitete er bis zu seiner Wahl in den Bundestag als Referent bei einer Krankenkasse in München und Hamburg.

## Politischer Werdegang

### Partei und Kommunalpolitik
Stefinger trat 1999 der Jungen Union und 2001 der CSU bei. Er wurde 2008 in den Bezirksausschuss Ramersdorf-Perlach gewählt, dem er bis 2014 als stellvertretender Sprecher der CSU-Fraktion angehörte. Von 2003 bis 2009 war er Kreisvorsitzender der Jungen Union München-Ost und anschließend bis 2011 Vorsitzender der Jungen Union München.
Seit 2009 ist Stefinger Ortsvorsitzender der CSU Waldperlach und zugleich stellvertretender Kreisvorsitzender der CSU München-Ost. Zudem leitet er seit 2014 die CSU-Bundeswahlkreiskonferenz München-Ost sowie seit 2018 den Fachausschuss Entwicklungspolitik im Arbeitskreis Außen- und Sicherheitspolitik (ASP) der CSU.
Bei den Koalitionsverhandlungen 2018 und 2025 zwischen Union und SPD gehörte Stefinger jeweils zum Verhandlungsteam der CSU auf Ebene der Facharbeitsgruppen – 2018 für den Bereich Bildung und Forschung, 2025 für die Themen Außen, Verteidigung, Entwicklung und Menschenrechte.

### Abgeordneter im Bundestag
Stefinger kandierte bislang viermal für den Deutschen Bundestag und erzielte dabei jeweils das beste Erststimmenergebnis aller Münchner Direktkandidaten. Ab 2017 trat er ausschließlich als Direktkandidat an und verzichtete auf einen Listenplatz auf der Landesliste.
Bei der Bundestagswahl 2013 zog er über das Direktmandat im Wahlkreis München-Ost erstmals in den Bundestag ein. Mit 44,6 Prozent der Erststimmen trat er die Nachfolge von Herbert Frankenhauser (CSU) an, der auf eine erneute Kandidatur verzichtet hatte. In der 18. Wahlperiode war er das zweitjüngste Mitglied der CSU-Landesgruppe und gehörte dem Ausschuss für Bildung, Forschung und Technikfolgenabschätzung sowie dem Unterausschuss Bürgerschaftliches Engagement an.
Stefinger gewann vier Jahre später bei der Bundestagswahl 2017 erneut das Direktmandat im Wahlkreis München-Ost, diesmal mit 36,8 Prozent der Erststimmen. In der 19. Wahlperiode blieb er im Bildungs- und Forschungsausschuss aktiv und zusätzliches Mitglied im Ausschuss für wirtschaftliche Zusammenarbeit und Entwicklung. Darüber hinaus gehörte er dem Kuratorium der Bundeszentrale für politische Bildung an und war stellvertretender Vorsitzender der Parlamentariergruppe Südliches Afrika.
Zur Bundestagswahl 2021 bewarb sich Stefinger erneut um das Direktmandat, welches er mit 31,7 Prozent der Erststimmen gewann. In der 20. Wahlperiode war er Obmann der Unionsfraktion im Ausschuss für wirtschaftliche Zusammenarbeit und Entwicklung sowie stellvertretender Vorsitzender der entsprechenden Fraktionsarbeitsgruppe. Zudem wurde er zum stellvertretenden Vorsitzenden des Parlamentarischen Beirats für nachhaltige Entwicklung und der Parlamentariergruppe Südliches Afrika gewählt.
Mit einer Zustimmung von 100 Prozent wurde Stefinger als Direktkandidat der CSU im Münchner Osten bestätigt. Bei der Bundestagswahl 2025 sicherte er sich mit 36,3 Prozent der Erststimmen den Wahlkreis München-Ost zum vierten Mal in Folge mit dem besten Ergebnis aller Münchner Direktkandidaten. In der 21. Wahlperiode übernahm er erstmals den Vorsitz im Ausschuss für wirtschaftliche Zusammenarbeit und Entwicklung.

## Politische Positionen
In der Griechenlandkrise 2015 stimmte Stefinger gegen das dritte Hilfspaket und gegen die Aufnahme entsprechender Verhandlungen. Er gehörte damit zu den 63 CDU/CSU-Abgeordneten, die der Bundesregierung in dieser Frage nicht folgten.
Gesellschaftspolitisch vertritt Stefinger teils liberalere Positionen innerhalb der CSU. So stimmte er 2017 als einer von sieben CSU-Abgeordneten entgegen der Mehrheit der Unionsfraktion für die Öffnung der Ehe für gleichgeschlechtliche Paare („Ehe für alle“).
In der Debatte zur Weiterentwicklung der Entwicklungspolitik plädiert er für eine stärkere Ausrichtung an wirtschaftlicher Wirksamkeit und strategischen Partnerschaften. In einem gemeinsamen Gastkommentar mit dem Generalsekretär des Kolpingwerks hob er 2025 die Brückenfunktion der Entwicklungszusammenarbeit zu Partnerländern hervor, die klassische Diplomatie nicht bauen könne.
Zur Förderung günstiger Mietverhältnisse in Ballungsräumen drang Stefinger in den Jahren 2019 und 2020 auf steuerliche Entlastungen im Einkommensteuerrecht. In Folge einer parteiübergreifender Initiative wurde ein Bewertungsabschlag bei der Versteuerung des geldwerten Vorteils für Mieter von vergünstigten Dienst- und Werkswohnungen eingeführt. Ebenso wurden Vermieter steuerlich entlastet, die Wohnraum unterhalb der ortsüblichen Vergleichsmiete anbieten. Zudem befürwortet er steuerliche Begünstigungen für die Weitervermietung geerbter Immobilien zu langfristig fairen Mieten, um den Bestand an bezahlbarem Wohnraum zu sichern.
Um traditionelle Märkte und Viertel in München zu erhalten, engagierte Stefinger sich ab 2016 gegen Abrisspläne der Münchner Stadtverwaltung für die Marktstände am Wiener Platz. Auf seine Initiative hin gründete sich 2017 ein Verein mit ihm als ersten Vorsitzenden, der sich für die Belange des Viktualienmarktes einsetzt, um auch dort die traditionellen Standl vor Abriss und Übermodernisierung zu schützen. Stefinger kritisierte 2024/2025 zudem öffentlich die jahrelangen Verzögerungen bei den notwendigen Sanierungen der Märkte und fordert eine klare Planung sowie mehr Verlässlichkeit und Mitsprache für die Händler.

## Kontroversen
Im Zusammenhang mit der geplanten Apotheken-Versandhandelsreform 2017 wurde Stefinger Ziel einer umstrittenen Protestaktion, bei der einige hundert Beschwerdebriefe aus seinem Wahlkreis ohne Wissen der vermeintlichen Absender verschickt worden waren. Er verlangte Aufklärung von der beteiligten Online-Apotheke; auch die Bundesdatenschutzbeauftragte wurde eingeschaltet.
Im Jahr 2020 geriet Stefinger nach Medienberichten in Kritik, wonach er sich gemeinsam mit seinen Fraktionskollegen Ronja Kemmer und Christoph Ploß zu einer Reise in das Sultanat Oman habe einladen lassen und die dabei entstandenen Kosten von der Botschaft des Sultanats in Berlin übernommen worden seien. Stefinger wies die Kritik zurück und verwies auf die seiner Meinung nach übliche Praxis solcher Delegationsreisen. Die Bundesregierung lade jährlich rund 20 Delegationen aus dem Ausland nach Deutschland ein, umgekehrt sei dies genauso.

## Privates

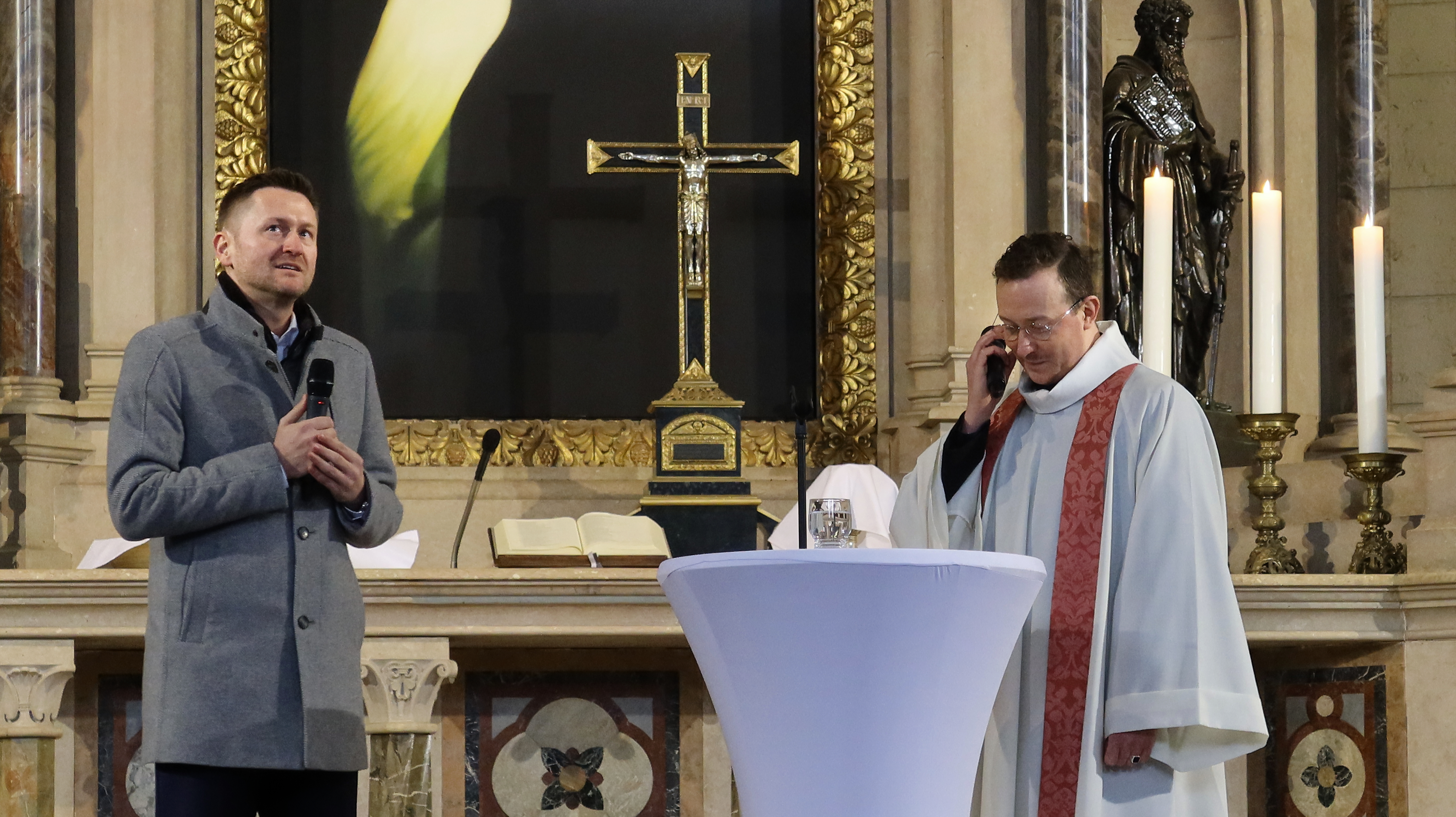
Wolfgang Stefinger beim LGBT-Gottesdienst in St. Lukas München

Stefinger ist römisch-katholisch und lebt in einer Beziehung mit seinem Fraktionskollegen Sepp Müller. Anfang 2023 machten beide als erstes gleichgeschlechtliches Paar im Bundestag ihre Partnerschaft öffentlich. 
In einem Gottesdienst in der evangelisch-lutherischen Pfarrkirche St. Lukas in München sprach Stefinger erstmals ausführlich über sein Coming-out und seine Erfahrungen als homosexueller Politiker in der CSU.